# Warhapur
Warhapur é uma cidade e uma nagar panchayat no distrito de Bijnor, no estado indiano de Uttar Pradesh.

## Demografia
Segundo o censo de 2001, Warhapur tinha uma população de 20,863 habitantes. Os indivíduos do sexo masculino constituem 52% da população e os do sexo feminino 48%. Warhapur tem uma taxa de literacia de 38%, inferior à média nacional de 59.5%: a literacia no sexo masculino é de 44% e no sexo feminino é de 31%. Em Warhapur, 21% da população está abaixo dos 6 anos de idade.